# Banksia coccinea
Banksia coccinea är en tvåhjärtbladig växtart som beskrevs av Robert Brown. Banksia coccinea ingår i släktet Banksia och familjen Proteaceae. Inga underarter finns listade i Catalogue of Life.